# Frederiksborger
Der Frederiksborger – auch Fredriksborger – ist eine dänische Barockpferderasse, die in der Renaissance entstand. Sie war in der Zeit der Renaissance und des Barock sehr beliebt und galt als besonders edel. Heute ist die Rasse selten. Füchse mit weißen Abzeichen überwiegen.
Hintergrundinformationen zur Pferdebewertung und -zucht finden sich unter: Exterieur, Interieur und Pferdezucht.

## Exterieur
Zu den Ursprüngen der Rasse ein stark spanisch, neapolitanisch geprägtes Barockpferd mit hoher Eleganz; heute der Typ des mittelschweren Warmblutes.
Der leicht geramste Kopf weist immer einen noblen Ausdruck auf und wird von einem hoch aufgesetzten, manchmal kurzen Hals getragen. Die Brust ist breit, die meist steile und kurze Schulter geht in einen flachen Rist über, der Rücken ist ausreichend lang und tief. Die Kruppe ist gerade und kurz. Die Gliedmaßen weisen eine korrekte Stellung auf, sind ausreichend stark und haben nur einen geringen Kötenbehang.

## Interieur
Die Aktion in den Bewegungen ist beim Fredriksborger meist höher und runder als bei modernen Sportpferderassen.

## Zuchtgeschichte

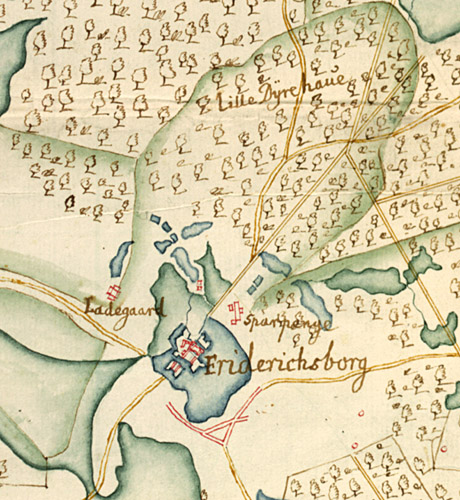
Schloss Frederiksborg und Sparepenge auf einer Karte von ca. 1700

Im Mittelalter gab es in Dänemark kleine stämmige, dem Isländer ähnliche Landrassen. Die dänischen Feudalherren und Könige bestritten ab dem 13. Jahrhundert einen großen Teil ihrer Einkünfte aus der Zucht und dem Verkauf des „dänischen Rosses“, das ein wichtiges Handelsgut war und exportiert wurde.
Aufgrund der veränderten militärischen Anforderungen begann man zu Beginn des 16. Jahrhunderts in Europa ein leichteres Kriegsross zu züchten. Durch die Reformation 1536 kam Christian III. in den Besitz der Güter von Kirchen und Klöstern. Hier standen zahlreiche gute Pferde, die auf dem königlichen Gut Hillerødsholm gesammelt wurden.
Der dänische König Friedrich II. gründete 1560 das königliche in Gestüt Hillerødsholm und erwarb für das Gestüt Land um das künftige Schloss Frederiksborg. Die Rasse entstand aus spanischen und neapolitanischen Hengsten mit Stuten des leichten dänischen Landschlages.
Zuchtziel war ein vielseitiges Reit- und Fahrpferd, das sowohl als Paradepferd für Zeremonien als auch für militärische Zwecke geeignet war. Das Stutbuch wurde 1586 begründet und gilt als das älteste Stutbuch weltweit.
1599 erbaute sein Sohn König Christian IV. am Rande des Barockgartens von Fredericksborg beim Jagdschloss Sparepenge Stallungen für 300 Pferde mit Remisen und Rüstkammern. Das Gestüt wurde nach Sparepenge verlegt. Zu dieser Zeit war der oft einfach nur Däne genannte Fredriksborger ein begehrtes Prunkpferd bei höfischen Zeremonien.
Um 1600 erbaute Christian IV. das heutige Schloss Frederiksborg, nach dem die Rasse benannt ist.
Christian V. strebte danach Pferde, die in Schrittlänge, Takt, Kadenz, Ausdauer, Größe, Charakter und Exterieur  zusammen passten, sogenannte „Passer“ zu bekommen, um repräsentative und gut zusammen arbeitende Gespanne zu erhalten. Nach einer Frankreichreise um 1690, änderte er das Zuchtziel zu einem möglichst einheitlichen Exterieur mit verschiedenen Farbschlägen. Es wurden beispielsweise Schimmel, Dauerschimmel, Rappen, Füchse, Isabellen, Tiger und Schecken gezogen, da damals auffällige Pferdefarben in Mode waren.

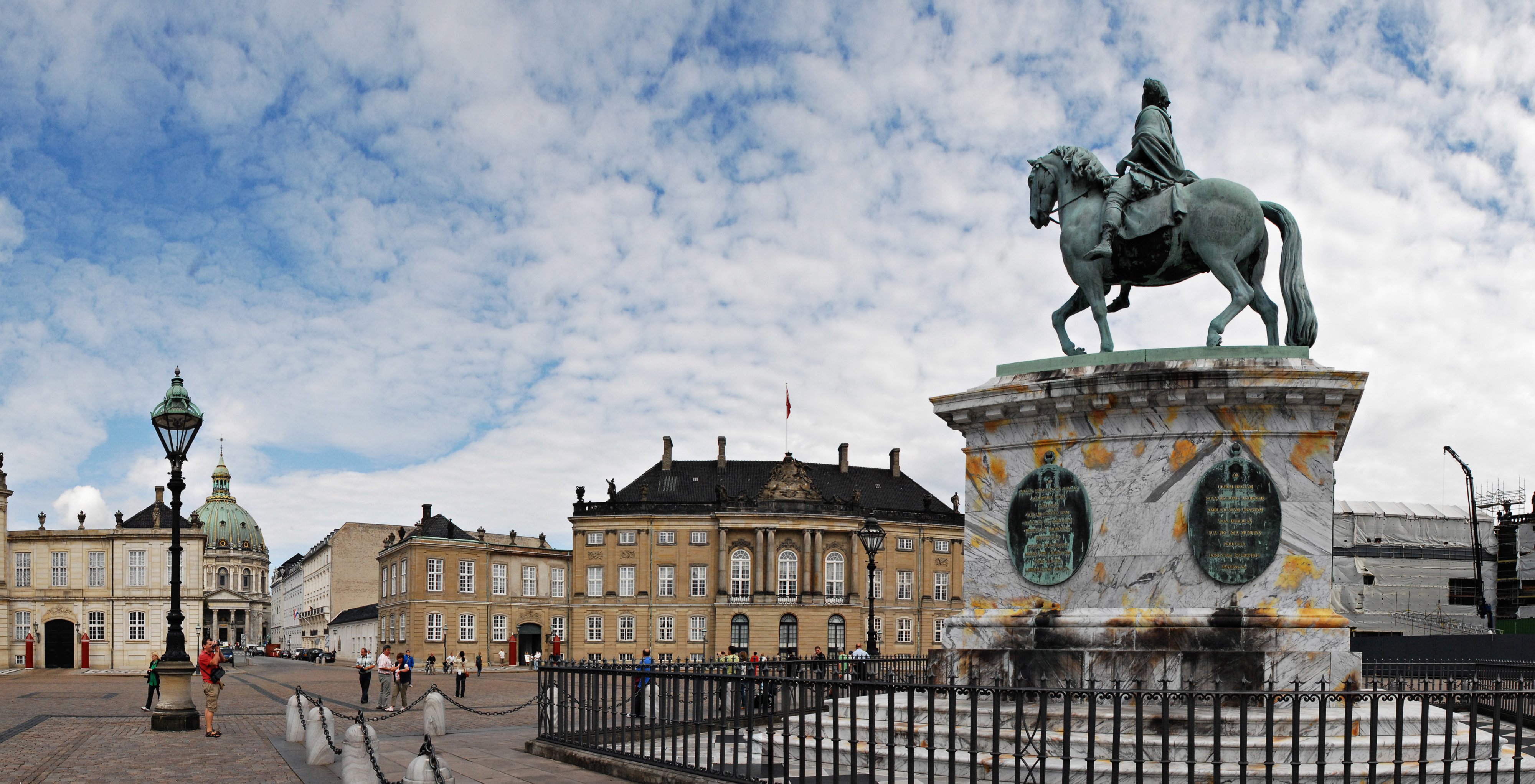
Reiterstandbild Friederich V. in Kopenhagen von Jacques Saly

Das 1768 errichtete Reiterstandbild auf dem Schlossplatz von Amalienborg von Jacques Saly wurde Frederiksborger Hengsten nachempfunden.
Die Blütezeit auf Hillerødsholm dauerte von etwa 1700 bis 1770. Allerdings zeigten um 1750 erste Inzuchterscheinungen, denen mit Spanischen und Arabischen Hengsten begegnet wurde.
König Christian VII. galt als geistig labil. Sein Leibarzt Johann Friedrich Struensee gewann großen Einfluss und hatte ein Verhältnis mit der Königin Caroline Mathilde. Als Anhänger der Aufklärung stellte er den absolutistischen Herrschaftsanspruch in Frage und erließ zahlreiche Gesetze zum Wohle des Volkes. 1771 verkleinerte er das Gestüt, das in seinen Augen überflüssig und kostspielig war. Viele wertvolle Zuchtpferde wurden daraufhin versteigert, darunter der 1765 geborenen Schimmelhengst Pluto, der zu einem Stammvater der Lipizzanerzucht wurde. Eine Stute wurde nach Russland verkauft und wurde über ihren Sohn Polka I Mitbegründerin des Orlow-Trabers.
Nach dem Staatsbankrott Dänemarks von 1813 versuchte man durch eine Umzüchtung zum mittelschweren Halbblut die Rasse zu erhalten. Dies schlug jedoch fehl, da die Rasse hierdurch ihr ursprüngliches Gepräge verlor.
Seit Beginn des 20. Jahrhunderts wurde verschiedentlich versucht, den alten Rassetyp zu regenerieren. Aufgrund der nunmehr geringen Restbestände stellte sich dies jedoch als äußerst schwierig heraus.
Zum Beginn des 21. Jahrhunderts ist der Fredriksborger noch nicht wieder vollständig konsolidiert werden. Nach Schätzungen eines Züchters gibt es derzeit lediglich ca. 50 Pferde (von etwa 3000 Frederiksborgern), die unmittelbar vom ursprünglichen Typus abstammen. Durch die geringen Restbestände an Zuchttieren gilt die Rasse als schützenswertes genetisches Kulturgut Dänemarks.